# Нематода пшенична
Нематода пшенична або ж вугриця пшенична (Anguina tritici) — паразитичний круглий черв'як родини справжніх шишкоголових нематод, шкідник пшениці.
Довжина тіла самок 3—5 міліметрів, самців 0,9—2,5 міліметрів, ширина 0,1—0,2 міліметри. При ураженні в колосі рослини замість нормальних зерен розвиваються гали. Зараження рослин відбувається весною, коли гали потрапляють у ґрунт разом з посівним насінням. Личинки проникають у сходи, деякий час живуть на стеблах, згодом переповзають у зав'язь, в утворених ними нових галах розвиваються до статевозрілої форми. Там же самки відкладають яйця. Плодючість однієї самки 2000—2500 яєць; в одному галі може бути до 40 самок. Згодом з яєць в галі розвиваються личинки, які впадають у стан анабіозу; у висушеному зерні можуть зберігати життєздатність понад 20 років.
Пшенична нематода була поширена в Євразії, Північній Америці, Північній Африці, Австралії до 40-х років XX століття. Зараз завдяки ретельному контролю за якістю посівного матеріалу в багатьох регіонах майже повністю знищена, але усе ще поширена в Північній Африці та Західній Азії.